# Drakkar de Baie-Comeau
Drakkar de Baie-Comeau är ett kanadensiskt proffsjuniorishockeylag som spelar i Ligue de hockey junior majeur du Québec (LHJMQ) sedan 1997. De spelar sina hemmamatcher i Centre Henry-Leonard, som har en publikkapacitet på 2 779 vid ishockeyarrangemang, i Baie-Comeau i Québec. Drakkar har vunnit en Trophée Jean Rougeau, som delas ut till det lag som vinner grundserien, för säsongen 2013–2014 men de har dock inte lyckats bärga någon av Coupe du Président, som delas ut till vinnaren av LHJMQ:s slutspel, och Memorial Cup, CHL:s slutspel mellan säsongens mästare i LHJMQ, OHL och WHL samt ett värdlag.
Drakkar har fostrat spelare som bland andra Marc-André Bergeron, François Bouchard, Gabriel Bourque, Maxime Fortunus, Charles Hudon, Jean-François Jacques, Pierre-Cédric Labrie, Yanick Lehoux, Pierre-Luc Létourneau-Leblond, Simon Olsson, Pascal Pelletier, David Savard, Petr Straka, Patrick Thoresen och Valentin Zykov